# Sean Taylor
Sean Michael Maurice Taylor (Miami, 1 de abril de 1983 - Palmetto Bay, Florida, 27 de noviembre de 2007) fue un jugador profesional estadounidense de fútbol americano que desempeñó principalmente la posición de safety. Como jugador de secundaria, Taylor llevó a Gulliver Prep a un campeonato estatal de Florida y estableció el récord estatal de touchdowns en una sola temporada. Taylor jugó fútbol americano universitario en Miami, donde fue miembro del equipo del Campeonato Nacional BCS de 2001 y ganó el Trofeo Jack Tatum . Con los Redskins se ganó la reputación de ser un jugador contundente y fue apodado " Meast ", por la expresión "mitad hombre, mitad bestia". Hizo una aparición en el Pro Bowl en 2006.
Durante la temporada 2007, Taylor recibió un disparo de intrusos en su casa del área de Miami que lesionó gravemente la arteria femoral derecha y a pesar de la atención médica y quirúrgica que recibió murió al día siguiente, el 27 de noviembre. Su muerte provocó una avalancha de apoyo y simpatía a nivel nacional, especialmente en las áreas de Washington D. C. y Miami. [6] Póstumamente, obtuvo una segunda selección de Pro Bowl y honores All-Pro del segundo equipo . Taylor fue incluido en el Anillo de la Fama de Washington en 2008. Washington luego retiraría su número, el número 21, en 2021. Era apodado meast. Vivía con su esposa Jacqueline García, sobrina del actor Andy García.

## Biografía
Sean nació en 1983 en Miami, Florida.  Vivió con su abuela hasta los 10 años y más tarde con su padre. Jugó a futbol americano en la universidad de Miami. Profesionalmente jugó para los Washington Redskins, donde su estilo agresivo dio lugar a que sus propios compañeros de equipo le apodaran "Meast", una contracción de Half man, half beast ("Mitad hombre, mitad bestia"). Fue detenido por conducir ebrio y condenado a trabajos en beneficio de la comunidad. Taylor murió el 27 de noviembre de 2007, con 24 años de edad, a causa de una herida de bala que recibió en la arteria femoral cuando unos delincuentes asaltaron su casa. Fue enterrado en el Woodlawn Park Cemetery South en Miami.

## Carrera deportiva
Ganó varios premios, por ejemplo el "All American" y el "Big East Conference Defense Player of the Year". Después de la universidad, jugó para los Redskins de Washington.  Fue sancionado y multado en numerosas ocasiones debido a su comportamiento rebelde.  En 2007, ganó el galardón "Hardest Hitting Player in the NFL" que es otorgado por la revista "Sports Illustrated". Durante toda su carrera deportiva fue un jugador muy polémico.

### Washington Redskins
Los Washington Redskins seleccionaron a Taylor en la primera ronda (quinta global) del Draft de la NFL de 2004. Fue el primero de un récord de seis jugadores seleccionados en la primera ronda de la Universidad de Miami; los otros cinco jugadores fueron Kellen Winslow II, Jonathan Vilma, D. J. Williams, Vernon Carey y Vince Wilfork. 

### 2004
El 27 de julio de 2004, los Washington Redskins firmaron a Taylor con un contrato de seis años y $18.5 millones que incluía un bono por firmar de $13.4 millones y podría haber tenido un valor de $40 millones con incentivos y bonos. Su contrato también incluía una opción de séptimo año. Taylor se convirtió en la primera selección de la lista de los diez primeros en firmar su contrato en 2004.
El 4 de agosto de 2004, se informó que Taylor despidió a sus agentes Eugene Mato y Jeff Moorad después de que no estuviera satisfecho con su contrato. Los despidió después de que otras diez primeras selecciones firmaron sus contratos y sintieron que sus acuerdos eran mejores en comparación. Esta fue la segunda vez que despidió agentes en cinco meses después de que despidió al agente Drew Rosenhaus dos días después del draft de la NFL. Inmediatamente volvió a contratar a Rosenhaus, quien se desempeñó como su agente por el resto de su carrera. Taylor también tuvo un incidente que involucró su salida anticipada durante el Simposio de Novatos de la NFL, que era obligatorio para todos los jugadores entrantes del draft y se llevó a cabo durante cuatro días. Se fue después del primer día, pero regresó durante los últimos dos días a instancias de los representantes de los Redskins. Durante sus primeras tres temporadas, Taylor también fue multado al menos siete veces por golpes tardíos, violaciones de uniforme y otras infracciones.
A lo largo del campamento de entrenamiento, Taylor compitió por el puesto como safety libre titular contra Andre Lott. El 9 de agosto de 2004, Taylor hizo su debut profesional en la NFL en el primer partido de pretemporada de los Redskins como parte de su segunda unidad defensiva contra los Denver Broncos. Registró dos intercepciones en la segunda mitad ante pases del mariscal de campo novato Matt Mauck. Durante el tercer cuarto, Taylor interceptó un pase destinado a Jeb Putzier y lo devolvió para un touchdown de tres yardas para poner a Washington en ventaja 10-9. El entrenador en jefe Joe Gibbs nombró a Taylor como safety libre suplente para comenzar la temporada regular, detrás del titular Andre Lott, después de que Taylor no lograra superarlo en la tabla de profundidad.
Hizo su debut profesional en la temporada regular en el primer partido de la temporada de los Washington Redskins contra los Tampa Bay Buccaneers y asistió en una tacleada en su victoria por 16-10. En la Semana 3, Taylor obtuvo la primera titularidad de su carrera después de superar a Lott en la tabla de profundidad y registró cuatro tacleadas combinadas y desvió dos pases en la derrota de los Redskins por 21-18 ante los Dallas Cowboys. El 18 de octubre de 2004, Taylor hizo cuatro tacleadas en solitario, un desvío de pase, una captura y devolvió la primera intercepción de su carrera para 45 yardas durante una victoria por 13-10 ante los Chicago Bears. Hizo la primera intercepción y captura de su carrera durante el juego, registrando ambas sobre el mariscal de campo Brian Griese. En la Semana 12, acumuló diez tacleadas combinadas, la mayor cantidad de la temporada (siete en solitario) y rompió un pase en una derrota por 16-7 ante los Pittsburgh Steelers. Terminó su temporada de novato en 2004 con 76 tacleadas combinadas (60 en solitario), nueve pases desviados, cuatro intercepciones, dos balones sueltos forzados y una captura en 15 partidos y 13 aperturas.

### 2005
Antes de que comenzara la temporada, Taylor cambió su número de camiseta del N.º 36 al N.º 21 después de que estuvo disponible debido a la partida del esquinero Fred Smoot a los Minnesota Vikings. Taylor mantuvo el número cuando Smoot se reincorporó a los Redskins en 2007, y Smoot optó por usar el número 27. El entrenador en jefe asistente/coordinador defensivo Gregg Williams optó por retener a Taylor como el safety libre titular para comenzar la temporada regular, junto con el profundo fuerte Ryan Clark.
Fue titular en el primer partido de la temporada de los Washington Redskins contra los Chicago Bears y registró cuatro tacleadas en solitario y rompió un pase en su victoria por 9-7. El 11 de noviembre de 2005, se informó que Taylor y su compañero de equipo Clinton Portis recibieron multas de la NFL debido a violar el código de uniforme de la liga durante la victoria en casa de los Redskins por 17-10 contra los Philadelphia Eagles en la Semana 9. La multa de Taylor fue de $ 5,000 debido a su elección de usar calcetines blancos con un patrón de rayas burdeos y doradas en lugar de los calcetines blancos requeridos. Estuvo inactivo en la derrota de los Redskins en la Semana 10 ante los Tampa Bay Buccaneers debido a una lesión. El 1 de enero de 2006, acumuló nueve tacleadas combinadas y desvió dos pases durante la victoria por 31-20 ante los Philadelphia Eagles. Taylor terminó la temporada 2005 con 70 tacleadas combinadas (60 en solitario), un récord personal de diez pases desviados, dos intercepciones, dos balones sueltos forzados y una captura en 15 juegos y 15 aperturas.
Los Washington Redskins terminaron segundos en la NFC Este con un récord de 10-6 y recibieron un puesto de comodín. El 7 de enero de 2006, Taylor fue titular en el primer partido de playoffs de su carrera y registró siete tacleadas combinadas y devolvió un balón suelto recuperado para un touchdown de 51 yardas en el primer cuarto de su victoria por 17-10 ante los Tampa Bay Buccaneers. El árbitro Mike Carey expulsó a Taylor en el tercer cuarto después de que escupió en la cara del corredor de los Buccaneers, Michael Pittman. El coordinador defensivo Gregg Williams declaró que Taylor negó la acusación y que creyó y apoyó a su jugador. Durante su temporada de novato, supuestamente escupió en la cara del receptor abierto T. J. Houshmandzadeh, pero no fue reprehendido debido a que la NFL no pudo recuperar evidencia de video clara. Dos días después, la NFL multó a Taylor con 17.000 dólares por el incidente. [28] Los Redskins fueron eliminados en el siguiente partido después de perder 20-10 ante los Seattle Seahawks en la Ronda Divisional de la NFC. Taylor terminó la derrota con siete tacleadas combinadas y un pase desviado.

### 2006
El entrenador en jefe Joe Gibbs nombró a Taylor como el safety libre titular para comenzar la temporada regular en el 2006, junto con el safety fuerte titular Adam Archuleta.
El 15 de octubre de 2006, Taylor acumuló diez tacleadas combinadas (ocho en solitario) y desvió un pase durante la derrota por 25-22 ante los Tennessee Titans. En la Semana 9, Taylor hizo ocho tacleadas combinadas y devolvió un intento de gol de campo de 35 yardas bloqueado por Mike Vanderjagt para una ganancia de 30 yardas con menos de seis segundos restantes en el juego. Una máscara facial sobre Taylor por parte de Kyle Kosier agregó un castigo de 15 yardas y colocó a los Redskins en el rango de gol de campo con un down sin tiempo muerto. El gol de campo ganador de Vanderjagt fue bloqueado por Troy Vincent y permitió que el pateador de los Redskins, Nick Novak, pateara un gol de campo ganador de 47 yardas para derrotar a los Dallas Cowboys 22-19. El 26 de noviembre de 2006, Taylor registró cinco tacleadas combinadas, dos pases desviados e interceptó un pase del mariscal de campo Jake Delhomme en la victoria de los Redskins por 17-13 contra los Carolina Panthers. Hizo una tacleada clave en cuarta oportunidad sobre Delhomme en el último cuarto y su intercepción selló la victoria de los Redskins. Fue votado como el Jugador Defensivo de la Semana de la NFC por su actuación. Terminó la temporada 2006 con un récord personal de 111 tacleadas combinadas (86 en solitario), seis pases desviados, tres balones sueltos forzados y una intercepción en 16 partidos y 16 aperturas. Durante la temporada, el entrenador asistente de los Washington Redskins, Gregg Williams, con frecuencia llamaba a Taylor el mejor atleta que había entrenado.
Incluso mientras jugaba en una unidad defensiva de los Redskins en apuros, el impacto de Taylor en el campo fue reconocido cuando fue nombrado primer suplente para el equipo de Pro Bowl de la NFC en 2007. Cuando la primera opción de la NFC para la seguridad, Brian Dawkins de los Philadelphia Eagles, decidió no jugar en el Pro Bowl debido a una lesión, Taylor fue nombrado para el puesto vacante, marcando su primera y única aparición en el Pro Bowl. Un golpe demoledor de Taylor sobre el pateador de despeje de los Buffalo Bills, Brian Moorman, en el Pro Bowl generó mucha discusión entre los fanáticos y los medios.

### 2007
Antes del inicio de la temporada 2007, Sports Illustrated nombró a Taylor como el jugador más duro de la NFL. 
Antes de la temporada, en una rara entrevista, se le citó diciendo: "Juegas un juego de niños por el rescate de un rey. Y si no te lo tomas lo suficientemente en serio, eventualmente un día dirás: 'Oh, podría haber hecho esto, podría haber hecho aquello'". La temporada pareció representar un cambio personal para Taylor, ya que sus compañeros de equipo dijeron que finalmente había enderezado su vida gracias a su hija. 
Antes del inicio de la temporada, los Redskins decidieron usar a Taylor en un rol de safety libre más tradicional con menos responsabilidad.
En el momento de su muerte, Taylor estaba empatado con la mayor cantidad de intercepciones en la Conferencia Nacional de Fútbol Americano y segundo en la liga con 5 a pesar de haberse perdido las semanas 11 y 12 por una lesión en la rodilla. Taylor también había compilado 42 tacleadas, 9 pases defendidos y un balón suelto forzado.
El 18 de diciembre de 2007, Taylor fue votado póstumamente para su segundo Pro Bowl, convirtiéndose en el primer jugador fallecido en la historia de la NFL en ser elegido para el Pro Bowl. Durante el Pro Bowl, los jugadores de los Redskins que habían sido seleccionados, Chris Samuels, Chris Cooley y Ethan Albright, usaron el #21 en honor a Taylor. Al igual que los Redskins lo habían hecho a principios de la temporada, la NFC se alineó con un solo safety en la primera jugada del partido. 

## Premios
- All American
- Big East Conference Defense Player of the Year
- Hardest Hitting Player in the NFL" por "Sports Illustrated."